# Webberville (Michigan)
Pour les articles homonymes, voir Webberville.
Webberville est un village du comté d'Ingham, dans l'État du Michigan, aux États-Unis. En 2020, il comptait une population de 1 288 habitants.